# Henry Corenthin
Henry Corenthin, né le 21 janvier 1924 à Port-Louis et mort le 17 avril 2016 dans la même ville, est un médecin, homme politique, athlète et dirigeant sportif franco-malien.

## Biographie

### Études
Henry Corenthin fait ses études au Lycée Carnot de Pointe-à-Pitre puis part au Maroc à l'Institut des hautes études marocaines de Rabat. Il suit après la guerre des études de médecine à la Faculté de médecine de Paris, militant aussi en parallèle à l'Association des étudiants coloniaux. Il soutient sa thèse en 1952.

### Médecine
Médecin, il pratique sa profession au Mali et en Guadeloupe.

### Sport
Lors de ses études à Rabat dans les années 1930, il est sacré champion du Maroc sur 100 mètres et sur 200 mètres. Après la Seconde Guerre mondiale où il est mobilisé dans la Marine, il est sélectionné pour les Championnats inter-alliés de Francfort où il reçoit une médaille de bronze sur le 100 mètres, qu'il reçoit des mains du président des États-Unis Dwight D. Eisenhower. Lors de ses études à Paris, il rejoint le Paris Université Club et intègre même son Conseil d'administration.
Il est membre de l'équipe de France d'athlétisme en 1950.
Il crée deux clubs de football, l'Union Sportive de Kita et l'Union Sportive Indigène, qui donnera après sa fusion avec l'Aigle Noir de Bamako-coura le Club Olympique de Bamako.
Il fait partie des fondateurs du Comité national olympique et sportif du Mali (CNOSM) dont il est le président de sa création en 1962 jusqu'en 1977. Il est durant cette période président du Club Olympique de Bamako, président de la Ligue de football de Bamako et membre de la Fédération malienne de football. Il préside la Ligue de Guadeloupe d'athlétisme de 1977 à 1981, démissionnant en pointant du doigt « l'entreprise de dépersonnalisation du jeune Guadeloupéen » et militant pour la création d'un Comité olympique guadeloupéen.
Il reçoit la médaille d'argent de l'Ordre olympique en 1988.

### Politique et militantisme guadeloupéen
Henry Corenthin adhère à l'Union soudanaise-Rassemblement démocratique africain. Le 22 mai 1957, il est nommé ministre de l'Élevage et de l'Industrie animale au sein du gouvernement du Soudan français, poste auquel il est reconduit le 24 juillet 1958. Il garde ses fonctions lors de la création de la République soudanaise avant de quitter le gouvernement lors de l'établissement de la Fédération du Mali. À l'indépendance du Mali le 22 septembre 1960, il devient ministre des Travaux publics, des Transports et des Télécommunications, et ce jusqu'en 1962. Il redevient ministre trois jours après le coup d'État du 19 novembre 1968, et ce jusqu'au 19 septembre 1969.
Il connaîtra une déchéance de nationalité française en 1970, et ce pendant trois ans, Jacques Foccart jugeant le comportement de Corenthin d'« anti-français ».
Il participe à la fondation de l'Union populaire pour la libération de la Guadeloupe en 1978 et se présente aux élections cantonales de 1992 en Guadeloupe ; il siègera au Conseil régional de Guadeloupe.
Il participe à la rédaction d'un projet de réforme institutionnelle préconisant la création d'une nouvelle collectivité de Guadeloupe ; il sera rejeté lors des référendums locaux de 2003.